# Amstel Gold Race 1983
De 18de editie van de Amstel Gold Race vond plaats op 23 april 1983. Het parcours, met start in Heerlen en finish in Meerssen, had een lengte van 242 kilometer. Aan de start stonden 156 renners, waarvan 57 de finish bereikten.

## Uitslag
| rang | renner                  | land      | tijd       |
| ---- | ----------------------- | --------- | ---------- |
| 1    | Phil Anderson           | Australië | 5u 50' 26" |
| 2    | Jan Bogaert             | België    | op 31"     |
| 3    | Jan Raas                | Nederland | z.t.       |
| 4    | Jacques Hanegraaf       | Nederland | z.t.       |
| 5    | Etienne De Wilde        | België    | z.t.       |
| 6    | Gilbert Duclos-Lassalle | Frankrijk | z.t.       |
| 7    | Luc Colyn               | België    | z.t.       |
| 8    | Patrick Cocquyt         | België    | z.t.       |
| 9    | Ad Wijnands             | Nederland | z.t.       |
| 10   | Steven Rooks            | Nederland | z.t.       |

1966 · 1967 · 1968 · 1969 · 1970 · 1971 · 1972 · 1973 · 1974 · 1975 · 1976 · 1977 · 1978 · 1979 · 1980 · 1981 · 1982 · 1983 · 1984 · 1985 · 1986 · 1987 · 1988 · 1989 · 1990 · 1991 · 1992 · 1993 · 1994 · 1995 · 1996 · 1997 · 1998 · 1999 · 2000 · 2001 · 2002 · 2003 · 2004 · 2005 · 2006 · 2007 · 2008 · 2009 · 2010 · 2011 · 2012 · 2013 · 2014 · 2015 · 2016 · 2017 · 2018 · 2019 · 2020 · 2021 · 2022 · 2023 · 2024

Lijst van beklimmingen